# Amietina larrochei
Amietina larrochei är en skalbaggsart som beskrevs av Yves Cambefort 1981. Amietina larrochei ingår i släktet Amietina och familjen bladhorningar. Inga underarter finns listade i Catalogue of Life.